# Astroblepus vaillanti
Astroblepus vaillanti är en fiskart som först beskrevs av Regan, 1904.  Astroblepus vaillanti ingår i släktet Astroblepus och familjen Astroblepidae. Inga underarter finns listade.